# Hamingja
Hamingja av ”ham” (hamn/skepnad) och ”gengja” (gångare) är i nordisk mytologi en sorts kvinnliga, övernaturliga skyddsväsen, som följer och råder över människans lycka tills hamingjans skyddsling dör. Hamingjan förflyttar sig då till någon, som stod den döde nära. På detta sätt är hamingjan ett väsen, som följer ätt och släkt i generationer. En hamingja kan också lånas ut till någon som behöver skydd. Hamingjan förknippades förr oftast med kungar och framgångsrika individer. På fornisländska betyder hamingja "lycka". Man kan notera likheter mellan begreppen hamingja och fylgja.